# Bangladeschische Badmintonmeisterschaft 1991
Die Bangladeschische Badmintonmeisterschaft 1991 war die 16. Austragung der nationalen Titelkämpfe im Badminton in Bangladesch.

## Sieger und Finalisten
| Disziplin    | Gold                                          | Silber                                         |
| ------------ | --------------------------------------------- | ---------------------------------------------- |
| Herreneinzel | Shawkat Ali Khan Babu (Chittagong University) | Sarwar Hossain (Biman)                         |
| Dameneinzel  | Alina Begum (Biman)                           | Nazia Akhter Juthi (Biman)                     |
| Herrendoppel | Mahbubur Rob Rasel Kabir Sumon (Biman)        | Shek Abul Hashem Jobaedur Rahman Rana (Biman)  |
| Damendoppel  | Mita Alina Begum (Biman)                      | Nazia Akhter Juthi Sharmin Akthar Momo (Biman) |
| Mixed        | Mahbubur Rob Nazia Akhter Juthi (Biman)       | Shek Abul Hashem Kamrun Nahar Dana (Anser)     |